# Skakavac (Bosanski Petrovac)
Skakavac (szerbül: Скакавац) szerb falu Bosznia-Hercegovinában, a Bosznia-hercegovinai Föderáció Una-Szanai kantonjában, Bosanski Petrovac községben.

## Fekvése
Bosznia-Hercegovina nyugati részén, Bihácstól légvonalban 42, közúton 55 km-re délkeletre, Bosanski Petrovactól légvonalban 9, közúton 15 km-re északnyugatra, a Grmeč-hegység déli lejtőin, Suvaja, Vođenica és Smoljana falvak között fekszik. A Bosanski Petrovac - Bosanska Krupa úttól kissé távolabb esik, területe részben az Obljaj ferde fennsíkján, részben a Klještina-hegyen (1049 m) húzódik. Keletről hegygerinc határolja, alatta rétek és legelők találhatók. Délen a Suvaja-patak völgye található. A Suvaja-patak a Zebinovac-forrással kezdődik 1130 méteres magasságban, majd vize a Sana-forrás vizével növekedik. A települést nyugaton a Veliki és a Mali Obljaj és a Gradina, északon pedig a Mačkovac és a Mejin Vrh határolja. Skakavac három részre oszlik: Obljaj, Klještina és Marjanovića Do, amely már Grmeč alatt található.
A falu nevét a Skakavac-patakról kapta, amely a Grmečen ered, és közvetlenül forrása után több méter magas kis vízesést alkot. A Skakavac-patak a következő forrásokból ered: a Klančina, a Jelik, a Sjenica és a Rašetića Do. A Skakavac-patak forrásai a tetőkről és dombokról lehulló erőteljesen áramló vizek segítségével évszázadokon keresztül szakadékokat hoztak létre, és hatalmas mennyiségű hordalékot raktak le a Skakavac-mezőn, amely ezáltal termékennyé és művelésre alkalmassá vált.

## Népessége
| Nemzetiségi csoport | Népesség 1991 | Népesség 2013 |
| ------------------- | ------------- | ------------- |
| Szerb               | 226           | 22            |
| Bosnyák             | 0             | 0             |
| Horvát              | 0             | 0             |
| Jugoszláv           | 0             | 0             |
| Egyéb               | 0             | 0             |
| Összesen            | 226           | 22            |

## Története
A falu határában ókori erődített települések maradványai találhatók, melyek közül az egyik 300x150 méteres akropolisszal rendelkezett, és az illír korszakból származik.
A Suvaja-patakon korábban 19 vízimalom működött, de közülük ma már csak egy működik. Skakavac anyagilag rendkívül szegény falu. A második világháború előtt 132 háztartásban 878 lakos élt itt. A zord vidék nem tette lehetővé a lakosság megélhetését, ezért az idők folyamán sokan hagyták el a falut. Ma már csak néhány tíz lakos él a településen, ami a gazdasági tényezőktől függő migráció és különösen a közelmúlt háborús pusztításainak (1992-1995) eredménye. A második világháború és a Bihácsi Köztársaság idején 1942-ben itt működött a köztársaság a központi gyógyszertára.

## Nevezetességei
- Gradina – ókori erődített település maradványa. A védőfalak egy 300x150 méteres területet zárnak körül. A délnyugati részen egy 40 méteres átmérőjű erőd állt benne. A leletek alapján a települést a bronzkorban és a vaskorban lakták.[7]

- Veliki Obljaj - ókori erődített település maradványa, melynek területe a Veliki Obljaj nevű magaslat teljes platóját, egy 150x50 méteres területet magában foglalta. A településnek egy patkó alakú fallal körbezárt erődje is volt, melynek területe 30x40 métert tett ki. Az itt talált leletek főként bronzkori és vaskori cseréptöredékekből és egyéb háztartási hulladékból álltak.[7]

- A falu határában, 1220 m magasságban található a Kaluđerica-barlang, amely amellett, hogy a Petrovaci régió legmagasabban fekvő barlangja, egyúttal a legmélyebb is, mivel több mint száz méter mélységű. Mélysége azzal magyarázható, hogy tektonikus hasadék kialakulása következtében jött létre, ezért a tektonikus víznyelők típusába sorolják. A bejárati nyílásból a barlangi járat függőlegesen lefelé halad, melyből szinte végig látni a nyílást, és a napfényt. Ez az oka annak, hogy sokáig egyszerű szakadéknak tartották. A barlangfenék déli oldalán 5 méter vastagságú állandó hó, a másik oldalon emberi csonthalom található. A barlangnak nincsenek természetes ékességei.[3]

- A barlang közelében a nagygerinc alatt egy másik barlang is található. Ennek járatai a Suvaja-patak jobb oldali mellékfolyójának időszakos forrását rejtik. A barlang mennyezete tele van teljesen fehér cseppkövek formájában megjelenő ékességekkel, ami azt jelenti, hogy a barlang járatai soha nem telnek meg vízzel. Az oldalsó járatok kisebbek, alultól szinte a mennyezetig tele vannak természetes ékkövekkel. A barlang nyilvánvalóan a felszín alatti víz hatására jött létre, és a forrásbarlangok típusába tartozik.[3]

- A Marjanović-völgyben, 860 m magasságban van egy másik barlang. A bejárati része dísz nélküli, alját pedig mészkőtömbök borítják. A járat a 26. méternél csarnokává alakul. A kialakulás módja szerint ez a barlang egyben forrásbarlang is, melynek vize Suvajába ömlik. Turisztikai célokra nem hasznosítják.[3] Csak a második világháború és a Bihácsi Köztársaság idején szolgált menedékhelyként és kórházként.[8]

## Fordítás
- Ez a szócikk részben vagy egészben  a   Skakavac (Bosanski Petrovac) című bosnyák Wikipédia-szócikk ezen változatának fordításán alapul.  Az eredeti cikk szerkesztőit annak laptörténete sorolja fel. Ez a jelzés csupán a megfogalmazás eredetét és a szerzői jogokat jelzi, nem szolgál a cikkben szereplő információk forrásmegjelöléseként.